# Steinvorsprünge
Steinvorsprünge bzw. „Protuberanzen“ (englisch protuberances), auch als Noppen, Gnomen oder Bosse (siehe Bossenwerk) bezeichnet, sind abgerundete oder eckige Vorsprünge von glatten Oberflächen, die absichtlich auf Steinen hinterlassen wurden. Sie sind vor allem in der klassischen und altamerikanischen Architektur anzutreffen. Dort wo angenommen wird, dass die Steinvorsprünge zur Handhabung von Steinen dienten, um sie in ihre endgültige Position zu bringen, wird auch die Bezeichnung Hebebosse oder „Bosse zur Handhabung“ (englisch handling bosses) verwendet.

## Klassische Architektur

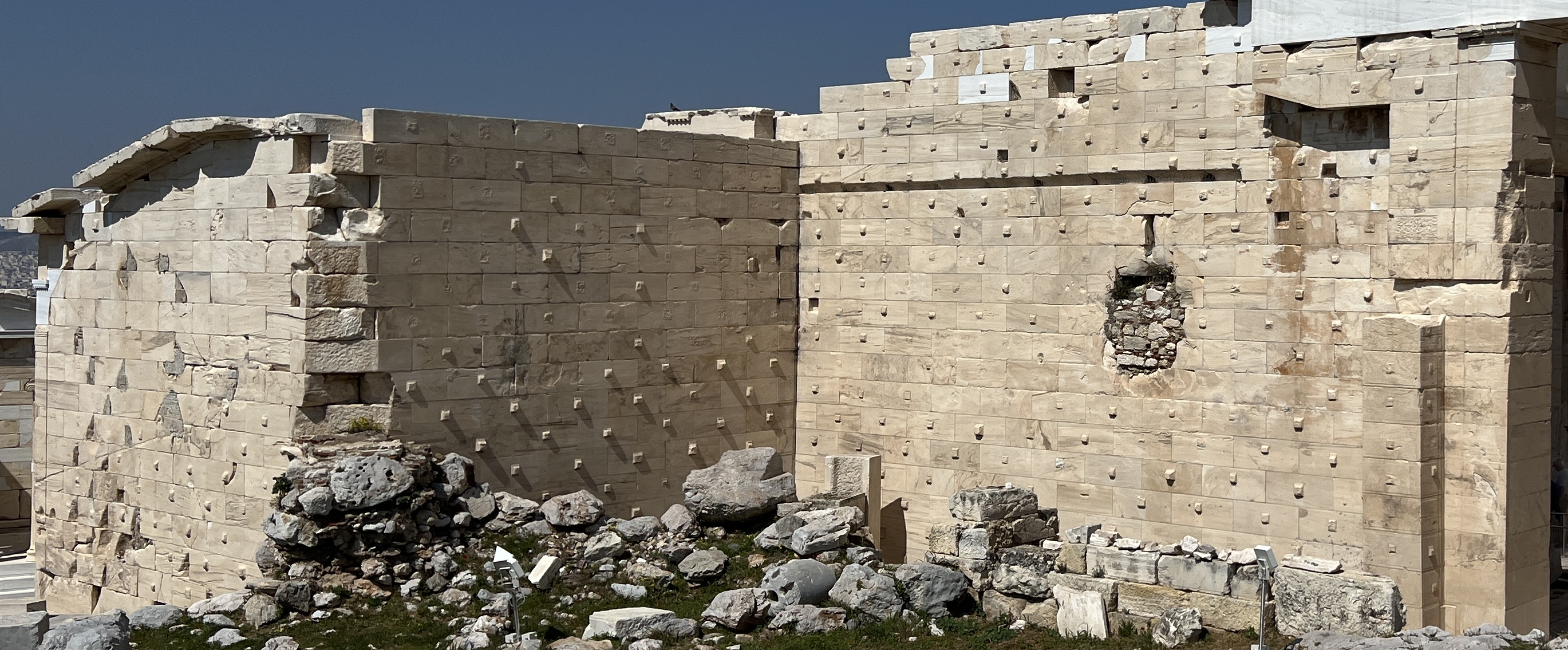
Bosse der Propyläen der Akropolis von Athen

Hebebosse sind ein wichtiges Merkmal des antiken und klassischen Bauwesens und wurden oft nicht entfernt, obwohl sie ihren Zweck erfüllt hatten. Manchmal war dies die Folge einer Sparmaßnahme oder eines Baustopps. In anderen Fällen wurden Bosse als stilistisches Element belassen, und selbst wenn sie zurückgebaut wurden, wurde ein Rest von ihnen behalten, um ihre Existenz deutlich zu machen.

## Altamerikanische Architektur

### Inka-Architektur

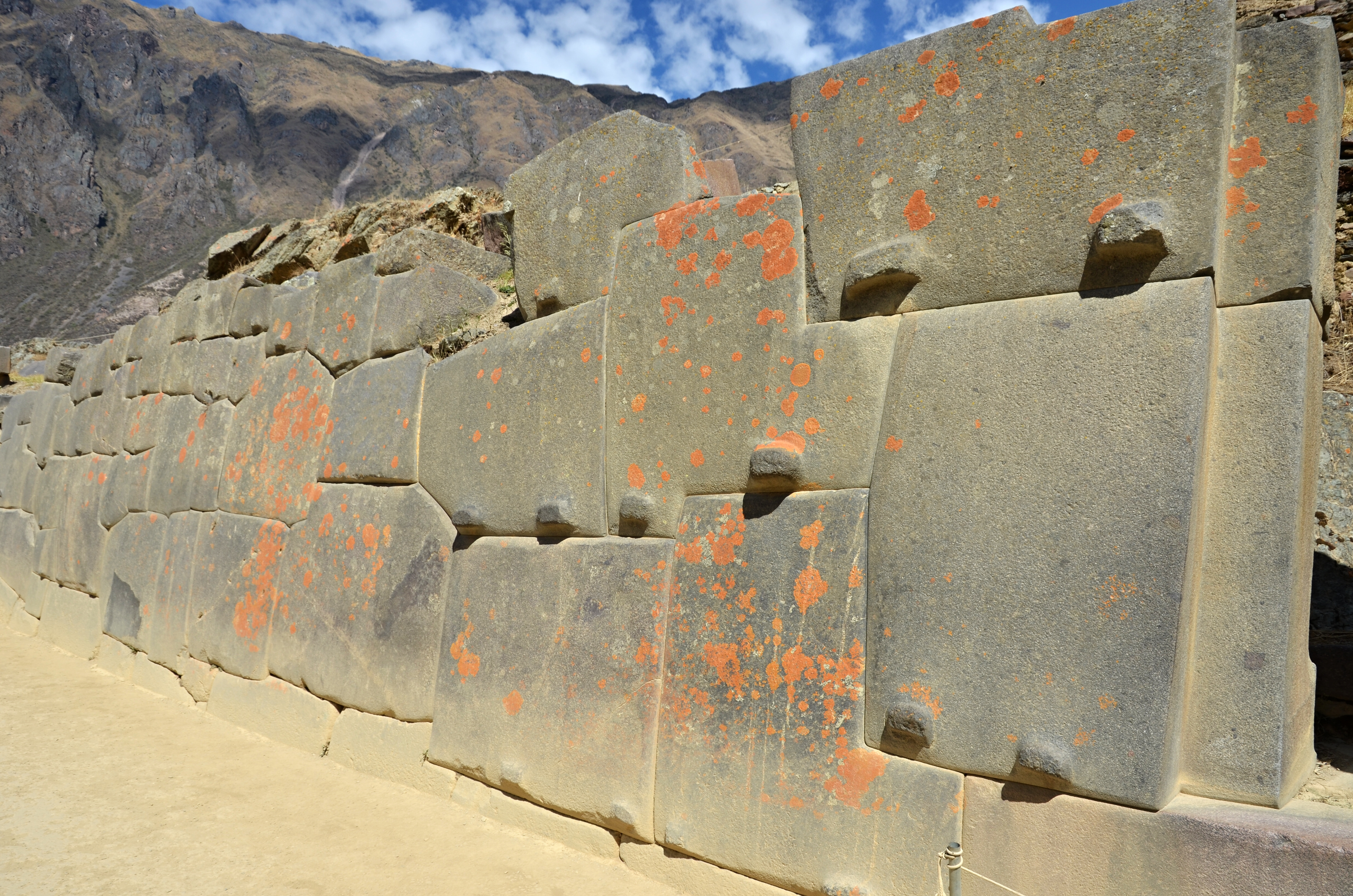
Noppen an der Mauer des unvollendeten Tores in Ollantaytambo

Nach der Kunsthistorikerin Jessica Joyce Christie handelt es sich bei den Noppen um abgerundete oder eckige Vorsprünge von glatten Oberflächen. Sie werden allgemein als Intiwanatanas interpretiert. Nach Christie wisse niemand wie solche Sonnenuhren funktioniert hätten. Der Grund für die Interpretation als Intiwanatanas sei die oberflächliche formale Ähnlichkeit der Noppen mit dem Intiwanatana (Quechua für „der Ort an dem die Sonne gebunden wird“) von Machu Picchu, der lediglich durch Bingham als solcher bezeichnet wurde. Erwähnenswerte Noppen gebe es nach Christie am „Sonnentempel“ in Pisaq und in Ollantaytambo.
Nach der Kunsthistorikerin Carolyn Dean gebe es eine Geschichte, die heute in den Anden erzählt wird, nach der alte Inka Mutter Erde heiratete und menschliche Nachkommen hervorbrachte. Die Felsvorsprünge, die von Inka-Bauherren in Mauerwerkskonstruktionen integriert wurden, können nach dieser Geschichte als Spuren dieser Vereinigung verstanden werden. Der integrierte Felsvorsprung sei ein Ort der Vereinigung zwischen Inka und der Erde und somit ein starkes Zeichen der Zugehörigkeit sowie ein imperialistischer Anspruch auf den Besitz und die Assimilation neuer Gebiete.
John Hyslop bezeichnet die an den Blöcken des feinen Mauerwerks sichtbaren Steinvorsprünge als „kurios“. Sie würden sich hauptsächlich nahe der Basis der Steine befinden. Nach John Rowe hätten die Steinvorsprünge die Verwendung von Richtvorrichtungen erleichtert, die die Blöcke an Ort und Stelle abgesenkt hätten. Die Tatsache, dass in einigen Fällen die Steinvorsprünge nicht entfernt wurden, bezeichnet John Hyslop als „merkwürdig“. Es sei nach Ansicht von Hyslop möglich, dass Erdrampen einige der Steine bedeckten, die Steinvorsprünge aufweisen. Bei Entfernung der Rampen hätten die Arbeiter an anderer Stelle weitergearbeitet. Nach dem Architekten Graziano Gasparini und der Anthropologin Luise Margolien sei der wahre Grund dieser Steinvorsprünge unbekannt.

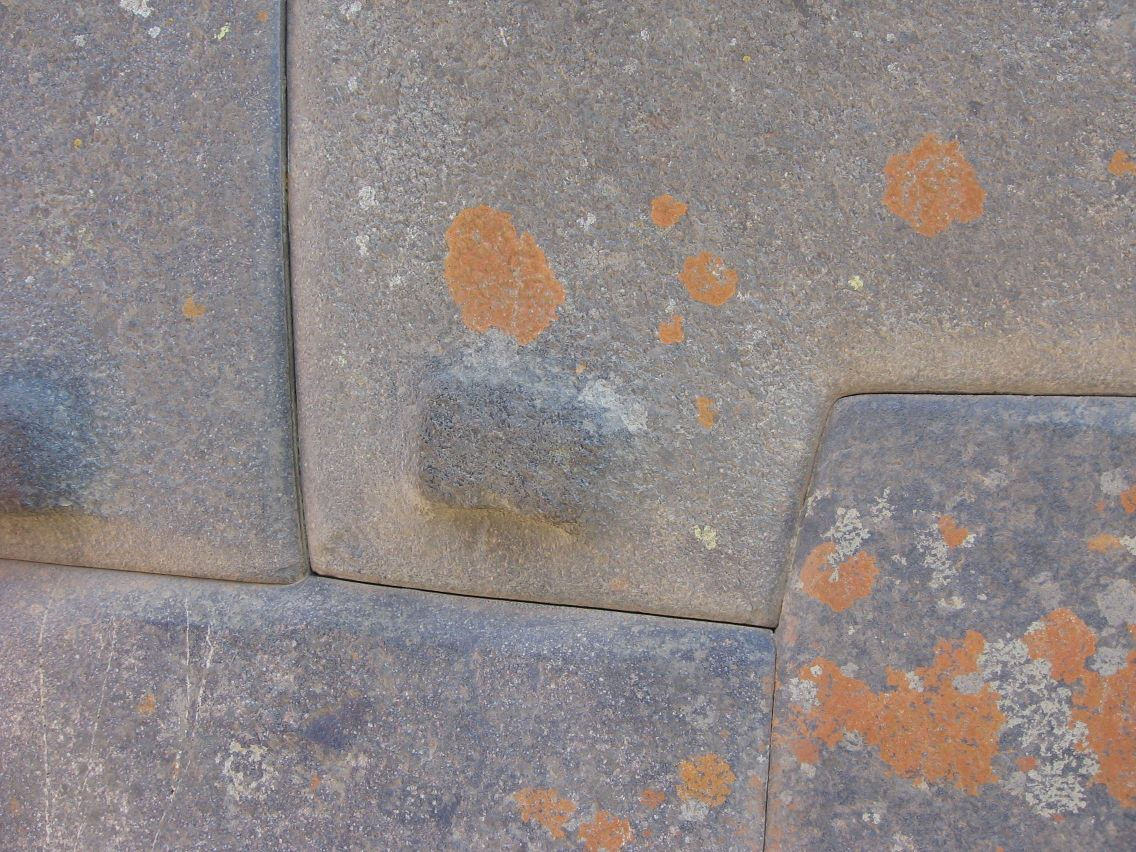
Nahaufnahme zweier Steinvorsprünge in Ollantaytambo

Nach César Paternosto wird allgemein darüber spekuliert, dass die Vorsprünge entweder ein Überbleibsel des Steineschneidens seien oder irgendeinen praktischen Nutzen gehabt haben mussten, wie etwa die Verwendung von Richtvorrichtungen oder von Seilen für den Transport. Diese Interpretation würde den Umstand missachten, dass die Inka für Paläste und Tempel die raffiniertesten Konstruktionstechniken verwendet hätten. Es sei daher nicht akzeptabel gewesen, die Vorsprünge lediglich wegen des Arbeitsaufwands an den Konstruktionen zu belassen. An der Basis einiger Mauern gebe es Ablagerungen vom Polieren der Steine. Dies lege nahe, dass die Steine in situ gefertigt wurden. Die Vorsprünge seien somit absichtsvoll dort belassen worden. Unter der Voraussetzung der Abwesenheit einer Symmetrieachse legen die Sequenzen der Vorsprünge nach Ansicht von Paternosto eine rhythmische Strukturierung eines Diskurses nahe; dies sei eine Eigenschaft, die semantische Symbole zu definieren scheine. Da evident sei, dass eine grundlegende syntaktische Relation existiere, biete sich die Interpretation als Binärcode an. Es existiert heute allerdings kein Informationsmodell oder Konvention, die dieses System „lesbar“ machen würde. Sowohl der Kontext als auch die asymmetrische Konfiguration würden nach Paternosto allerdings nahelegen, dass sie ein System dargestellt hätten.

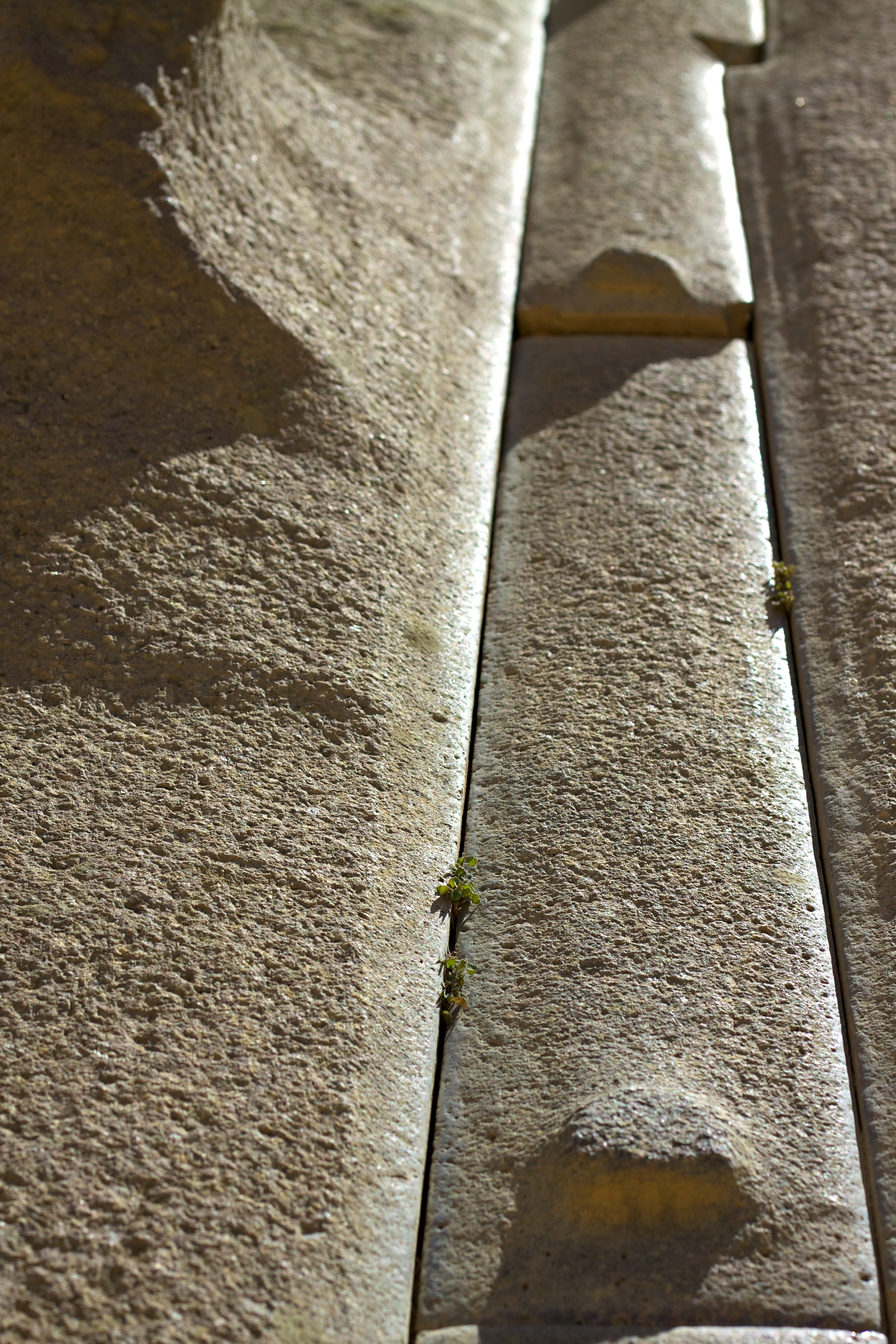
Winzige Steinvorsprünge an der Mauer der sechs Monolithen (Sonnentempel (Ollantaytambo))

Nach Jean-Pierre Protzen gebe es kein genaues Verständnis dafür, wie die Inka tatsächlich Bausteine angehoben und an Ort und Stelle gesetzt haben, bei denen sich Steinvorsprünge lediglich auf der Vorderseite der Blöcke befanden. Mehrere seiner Experimente mit Seilen seien fehlgeschlagen und die Inka hätten auf ihre eigene unbekannte Technik zurückgegriffen. Alle losen Blöcke rund um das Gelände in Ollantaytambo, die Bosse haben, haben diese nur auf der Vorderseite.

### Tiwanaku-Architektur
In Tiwanaku gibt es nur wenige Steinvorsprünge, und dort, wo man sie findet, sind die meisten von ihnen so stark erodiert, dass ihre ursprüngliche Form nicht mehr erkennbar ist. Nach Jean-Pierre Protzen sei es daher schwierig zu beurteilen, wie genau sie verwendet wurden.